# رأس أوليفر كرومويل

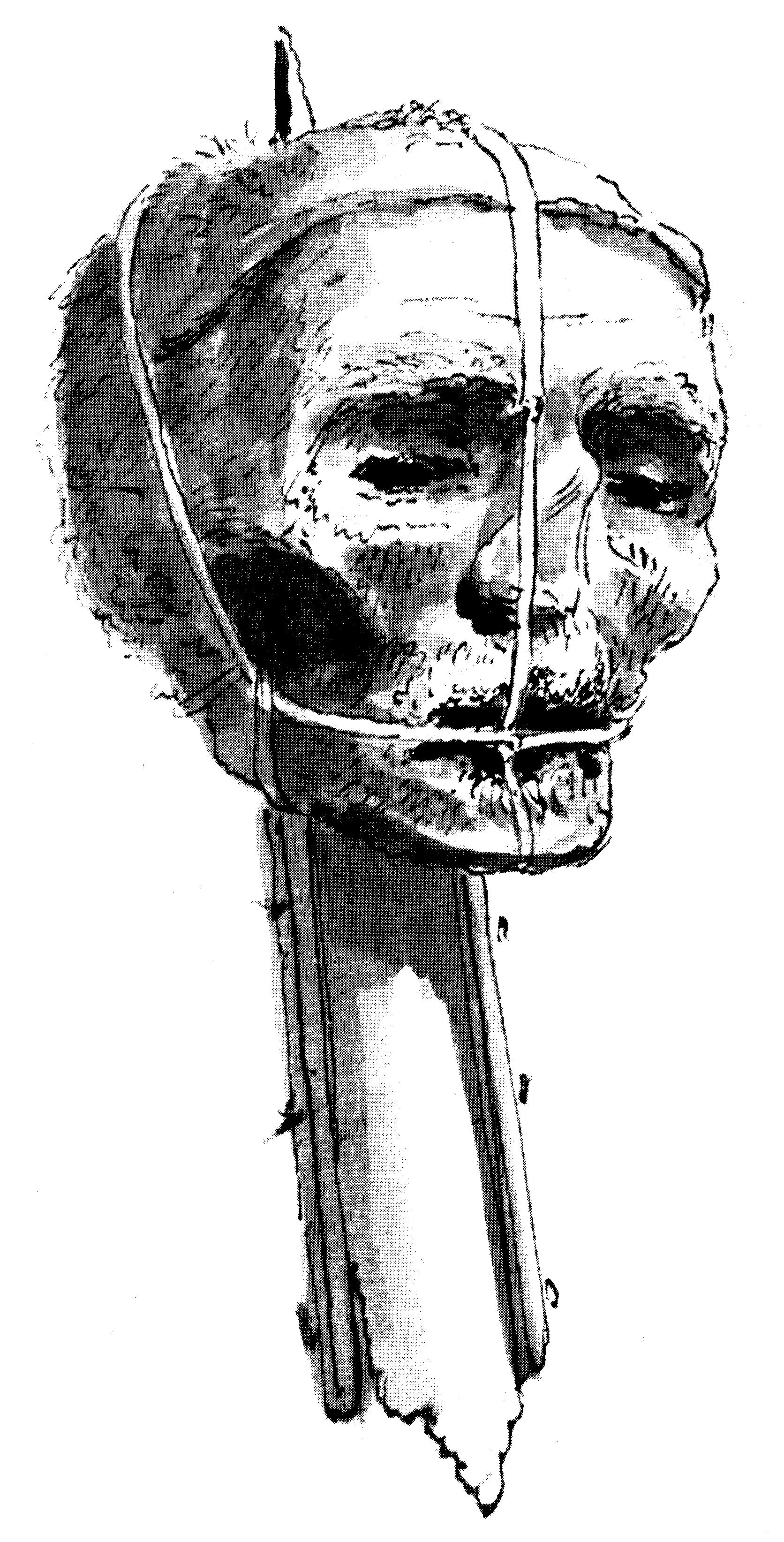
رسم بني داكن لرأس أوليفر كرومويل، من نسخة لكتاب بينانت لندن

أوليفر كرومويل، اللورد الحامي وحاكم الكومنولث الإنجليزي بعد هزيمة وقطع رأس الملك تشارلز الأول خلال الحرب الأهلية الإنجليزية، توفي في 3 سبتمبر 1658 لأسباب طبيعية وأُقيمت في جنازة عامة في دير وستمنستر مساوية لتلك التي تُقام للملوك الذين جاءوا قبله. انتقل منصبه إلى ابنه ريتشارد، الذي أطيح به بعد ذلك بوقت قصير، ما أدى إلى إعادة تأسيس النظام الملكي.
عندما استُدعي الملك تشارلز الثاني من المنفى، أمر برلمانه الجديد، في يناير 1661، بنزع جثة كرومويل الأكبر من دير وستمنستر، وكذلك جثمان جون برادشو وهنري إريتون، لإعدامهم بعد وفاتهم في تيبرن. وتركت الجثث الثلاث معلقة من الصباح حتى الرابعة بعد الظهر قبل قطع رؤوسهم. ثم وُضعت الرؤوس على أعمدة طولها 6.1 متر وعُرضت على سطح قاعة وستمنستر (موقع محاكمة تشارلز الأول).
ظل رأس كرومويل هناك حتى عام 1684 على الأقل. على الرغم من عدم وجود دليل قاطع على مكان وجود الرأس من عام 1684 إلى عام 1710، يقول التقليد أنه في ليلة عاصفة في أواخر الثمانينيات من القرن السادس عشر، تفجّر أعلى قاعة وستمنستر، وألقِي إلى الأرض، والتقطه أحد الحراس الذي حمله إلى المنزل (على الرغم من أن المصادر الأخرى تسرد تاريخ الحدث في أي مكان بين 1672 و1703). بعد اختفائه من وستمنستر، أصبح الرأس في أيدي جامعي ومتاحف خاصة مختلفة حتى 25 مارس 1960، عندما دُفن في كلية سيدني ساسكس في كامبريدج، جامعة كرومويل.
تغيرت القيمة الرمزية للرأس بمرور الوقت. في الأصل، عُرض على عمود كعمل انتقامي من قبل النظام الملكي وتحذير لكل من رآه، ولكن بحلول القرن الثامن عشر أصبح فضولًا تاريخيًا وأثرًا. لطالما أعجِب العامّة بالرأس وشُتِم ونُبذ باعتباره مزيفًا. رفض توماس كارليل ذلك باعتباره لغوًا احتياليًا، وأجرِي تحليل علمي وأثري لاختبار الهوية بعد ظهور المدعي المنافس ليكون الرأس الحقيقي لأوليفر كرومويل. وبلغت الاختبارات غير الحاسمة ذروتها في دراسة علمية مفصلة أجراها كارل بيرسون وجيفري مورانت، التي خلصت إلى أن هناك يقين أخلاقي بأن الرأس هو لأوليفر كرومويل، بناءً على دراسة للرأس وأدلة أخرى.

## خلفية
قاد أوليفر كرومويل، المولود في 25 أبريل 1599، الجيش البرلماني في الحرب الأهلية الإنجليزية. عند انتصار جيشه، أشرف على تحويل إنجلترا إلى جمهورية، وإلغاء النظام الملكي ومجلس اللوردات بعد إعدام الملك تشارلز الأول في يناير 1649. لم يكن حكم كرومويل بصفته اللورد الحامي (بدءًا من ديسمبر 1653) مختلفًا عن حكم أسلافه الملكيين. احتفظ بسلطة فردية غير مقيدة، وعاش في العديد من القصور الملكية. في عام 1657، عُرض عليه لقب الملك رسميًا، ولكن بعد معاناة العقل والضمير رفضه. طوال عام 1658، عانى كرومويل من المرض والمأساة العائلية، وتوفي بعد ظهر يوم 3 سبتمبر 1658 (النمط القديم للتأريخ).
جرى التعامل مع وفاته وجنازته بنفس الاحترام الذي كان يتمتع به الملوك الإنجليز قبله. في 20 سبتمبر، نُقلت جثته إلى سومرست هاوس لتبقى في عزبة، والتي تم فتحها للجمهور في 18 أكتوبر. حُنِّطت الجثة وكُفِّنت وأغلِقت في تابوت من الرصاص، الذي وُضع بدوره في تابوت خشبي مزين بجوار دمية تشبهه عندما كان حيًا. زُيِّنت الدمية بالرموز الملكية، بما في ذلك: بدلة غنية من المخمل غير المصقول... مزينة بدانتيل ذهبي غني، وفراء من إيرمينس؛ على الكريتل يوجد رداء ملكي كبير يشبه الثوب القرمزي، وفراء من إيرمنيس، بخيوط غنية، وشرابات من الذهب... في الأعلى، قمة ملكية من المخمل البنفسجي، فراء من إيرمنيس... على وسادة الكرسي يقف التاج الإمبراطوري مع الحجارة. موكب الجنازة المتقن، الذي تأخر مرتين بسبب الاستعدادات المترددة، شق طريقه عبر لندن في 23 نوفمبر 1658. كان الجثة نفسها قد دفنت بالفعل في دير وستمنستر قبل أسبوعين بسبب تسوسها السريع (بحلول وقت موكب الجنازة، كان قد مر وفاته أكثر من شهرين). نصب النعش لاستلام قبره الذي كان مشابهًا لتابوت الملك جيمس الأول، فقط أكثر فخامة وتكلفة.
رقد جسد كرومويل دون إزعاج في وستمنستر حتى استعادة ملكية ستيوارت تحت حكم ابن تشارلز، الملك تشارلز الثاني، في عام 1660. بعد محاكمتهم وإدانتهم وإصدار الأحكام عليهم، كان اثنا عشر من القائمين على قيد الحياة (أولئك الذين شاركوا في محاكمة وإعدام تشارلز الأول) مشنوقون ومرسومون ومقسومون إلى أرباع - أي، يُجرون في الشوارع على زلاجة أو عقبة غير مزودة بعجلات، ويُعلقون من الرقبة ويقطعون أحياء، وتُنزع أحشائهم وهم على قيد الحياة، وتُقطع رؤوسهم وأوصالهم (إلى أربعة أرباع). بالإضافة إلى ذلك، أمر البرلمان المستدعى بإعدام الوكلاء المتوفين أوليفر كرومويل وجون برادشو وهنري إريتون بعد وفاتهم. وضعت قوانين الخيانة رفات الخائن تحت تصرف الملك. غالبًا ما كانت رؤوس الخونة تُعرض على الجسور وبرج لندن ونقاط بارزة أخرى في لندن، بينما كانت رؤوس الأحياء توزع أحيانًا لعرض مماثل في المدن الإقليمية الرائدة.
أخذ جسد كرومويل، المخبأ في جدار الممر الأوسط لمصلى هنري السابع ليدي، جهدًا لاستخراج القبر لأن الخشب والقماش كان من الصعب نقلهما. في 28 يناير 1661، نُقلت جثتي كرومويل وإريتون إلى حانة ريد لايون في هولبورن، وانضمت إليهما في اليوم التالي جثة جون برادشو، قبل نقلهما إلى تيبرن لإعدامهم. في صباح يوم 30 يناير 1661، ذكرى إعدام الملك تشارلز الأول، جُرَّت الجثث المغطاة في توابيت مفتوحة على زلاجة عبر شوارع لندن إلى المشنقة، إذ شُنقت كل جثة على مرأى من الجميع حتى حوالي الساعة الرابعة بعد ظهر ذلك اليوم. بعد إنزال الجسد، قُطع رأس كرومويل بثماني ضربات، ووُضعت على مسمار معدني على عمود من خشب البلوط بطول 6.1 متر، ورُفعت فوق قاعة وستمنستر. توجد نظريات مؤامرة مختلفة حول ما حدث للجثة، بما في ذلك شائعة أن ماري ابنة كرومويل أنقذتها من الحفرة ودفنت في منزل زوجها في نيوبورج بريوري. زُعم أن قبوًا حجريًا مختومًا يحتوي على بقايا كرومويل مقطوع الرأس، لكن أجيالًا من العائلة رفضت الطلبات، بما في ذلك طلب من الملك إدوارد السابع، لفتحه. صرح كاتب السيرة الذاتية جون موريل أنه من المرجح أن جثة كرومويل قد ألقيت في الحفرة في تيبرن، حيث بقيت.